# Hitzestabilisierung
Hitzestabilisierung bezeichnet einen Effekt, bei dem Hitze zu einer verstärkten Konservierung von biologischen Geweben führt. Sie wird in der Biochemie zur kurzzeitigen Haltbarmachung von Biomolekülen verwendet.

## Eigenschaften
Bei einer Hitzestabilisierung erwärmt man das zu präparierende Gewebe in einer Pufferlösung durch Wärmeleitung auf über 80 °C, meistens auf 95 °C. Durch die Erwärmung werden unter anderem die enthaltenen Proteine denaturiert, darunter auch Autolyse verursachende Enzyme wie Peptidasen, Nukleasen, Glykosidasen und Lipasen. Bei den verwendeten Temperaturen kommt es dadurch auch zu einer teilweisen Pasteurisierung. Die verwendete Temperatur liegt unter dem Siedepunkt des verwendeten Puffers, um innerhalb der Zellen Blasenbildung zu vermeiden, welche die Zellstrukturen aufbrechen kann. Aufgebrochene Zellen erschweren die Erkennung von Strukturen bei einer eventuellen mikroskopischen Betrachtung, zudem würden einige zytosolische Proteine vorzeitig aus den Zellen in den Puffer hinausdiffundieren, bevor eine gezielte Extraktion durchgeführt wird.
Im Gegensatz zur chemischen Fixierung mit Fixierungsmitteln ist die Hitzestabilisierung ein physikalischer Vorgang, weshalb keine Antigendemaskierung vor einer Immunfärbung erforderlich ist. Jedoch werden aufgrund der Denaturierung der Proteine bei einer Immunfärbung vor allem kontinuierliche Epitope von Antikörpern erkannt, während diskontinuierliche Epitope durch die Denaturierung teilweise umgefaltet werden, sich anschließend nur unvollständig zurückfalten und daher oft nicht von spezifischen Antikörpern erkannt werden. Die Hitzestabilisierung eignet sich nur mit Einschränkungen zur Langzeitlagerung von biologischen Proben, da einige Proteine auch danach noch abgebaut werden können. Im Vergleich zum Schockgefrieren von Proben in flüssigem Stickstoff erhält die Hitzestabilisierung manche Phosphoproteine besser, andere dagegen schlechter, weshalb die zu verwendende Methode im Einzelfall experimentell bestimmt wird.

## Anwendungen
Der Vorteil der Hitzestabilisierung gegenüber einer Konservierung durch Fixierung liegt in der fehlenden Veränderung der in der Probe enthaltenen Moleküle durch Vernetzung untereinander, wodurch eine Antigendemaskierung vor einer weiteren Analyse entfällt. Die Proteine in hitzestabilisierten Proben können unter anderem durch Massenspektrometrie (insbesondere Phosphoproteine), Western Blot, 1D- und 2D-Gelelektrophorese und Umkehrphasen-Protein-Microarrays weiter charakterisiert werden. Eine Extraktion der Proteine wird meistens mit einem Chaotrop im Extraktionspuffer durchgeführt und eignet sich vor allem für Phosphoproteine.

## Geschichte
Die Hitzestabilisierung von biologischen Geweben für Untersuchungszwecke wurde erstmals 1994 durch M. Z. Hossain verwendet, unter Einsatz von Mikrowellen. Zuvor wurden thermische Denaturierungen in der Lebensmittelherstellung bei der Hitzestabilisierung von rohen Nahrungsmitteln, bei der Haltbarmachung von Wein und in der biochemischen Analytik zur Denaturierung und Inaktivierung von einzelnen Proteinen verwendet, z. B. zur Probenvorbereitung bei der SDS-PAGE oder zur Beendigung eines Restriktionsverdaus oder einer reversen Transkription.